# エプロン父さん
『エプロン父さん』（えぷろんとうさん）は、1968年10月6日から翌年1969年3月30日まで放映された連続テレビドラマ。モノクロ作品。1時間番組。

## 概要
東京赤坂の老舗呉服屋「丸十」六代目店長一太郎が主役。一太郎は人が好く働き者。三度も妻と死別し四人の子持ちで母親の仕事も兼ねている。妻子不要論のキザな洋食店の若主人と対照させながらドラマが展開する。

## キャスト
- 一太郎 - 船越英二
- おろく - ミヤコ蝶々
- ひとみ - 竹中国恵
- 雪江 - 桑原友美
- ハナ子 - 小笹政美
- 淳 - 稲垣実
- 藤村志保
- 藤村有弘
- 梓英子
- 花沢徳衛
- 弓恵子
- 桜むつ子、ほか

## スタッフ
- 脚本：北村篤子ほか
- 演出：枝川弘ほか

## サブタイトル
- 「初婚、再婚再々婚」10月6日放送
- 「スマイルでいこう」10月13日放送
- 「蒸発した六代目」10月20日放送
- 「四十にして惑わず」10月27日放送
- 「その一言が多かった」11月3日放送
- 「とかく明治は…」11月10日放送
- 「美しいバラには…」11月17日放送
- 「まわれ右っ」11月24日放送
- 「飛びこんだ初恋」12月1日放送
- 「同期の桜がやって来た」12月8日放送
- 「負けるが勝ち」12月15日放送
- 「サンタが送れてやって来た」12月22日放送
- 「青春のパスポート」12月29日放送
- 「今年も春から」1969年1月5日放送
- 「けとばせ!大人たち」1月12日放送
- 「伯母さんちの子に…」1月19日放送
- 「春がそこまでやって来た」1月26日放送
- 「ゲバ棒がやって来た!!」2月2日放送
- 「義理がすたれば…」2月9日放送
- 「男なら当たって砕けろ」2月16日放送
- 「スカウト旋風」2月23日放送
- 「出雲の神様もニガ笑い」3月2日放送
- 「青い目をした日本人」3月9日放送
- 「見込まれたのが運のツキ」3月16日放送
- 「春とドロンコ」3月23日放送
- 「千客万来」（最終回）3月30日放送

## 前後番組
| TBS系 日曜20時枠                          | TBS系 日曜20時枠                         | TBS系 日曜20時枠                      |
| 前番組                                    | 番組名                                   | 次番組                                |
| ----------------------------------------- | ---------------------------------------- | ------------------------------------- |
| 抜かれてたまるか （1968.4.7 - 1968.9.29） | エプロン父さん （1968.10.6 - 1969.3.30） | あいつの季節 （1969.4.6 - 1969.9.28） |